# Jürgen Kretschmann

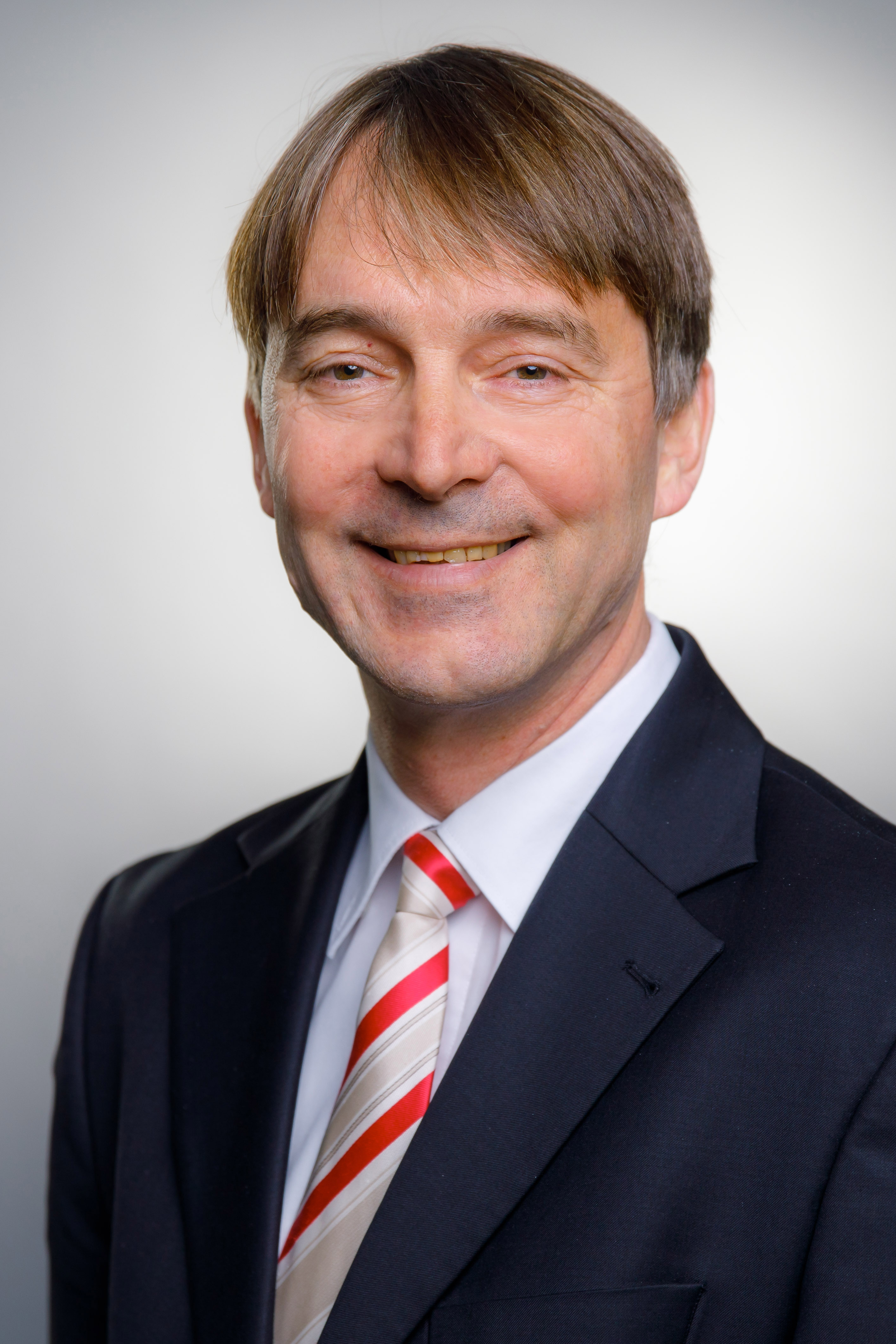
Jürgen Kretschmann (2017)

Jürgen Kretschmann (* 16. April 1959 in Gelsenkirchen) ist ein deutscher Wirtschaftswissenschaftler und Hochschulpräsident.
Aufgewachsen in Gelsenkirchen, machte er 1978 sein Abitur am dortigen Max-Planck-Gymnasium. Nach einem Studium der Wirtschaftswissenschaften in Aachen, Bochum und Dortmund wurde er 1990 in Göttingen zum Dr. rer. pol. promoviert. 1998 folgte die Habilitation an der RWTH Aachen im Fachbereich Georessourcen und Materialtechnik, wo er anschließend als Lehrbeauftragter tätig war. 2005 wurde ihm von der RWTH der Titel eines apl. Professors verliehen.
Von 1990 bis 2001 arbeitete Kretschmann in verschiedenen Positionen bei der Ruhrkohle AG, zuletzt als persönlicher Referent des stellvertretenden Vorstandschefs und Arbeitsdirektors der RAG. 2001 wechselte er als Mitglied der Geschäftsführung zur RAG BILDUNG GmbH, seit 2006 ist er Vorsitzender der Geschäftsführung der DMT-Gesellschaft für Lehre und Bildung mbH. Ebenfalls seit 2006 war er bis September 2022 Präsident der Technischen Hochschule Georg Agricola in Bochum.
Kretschmann ist Mitglied zahlreicher nationaler und internationaler Fachgesellschaften, derzeit (2018/19) Präsident der Society of Mining Professors – Societät der Bergbaukunde. Weiterhin ist er Mitglied der Nationalen Akademie der Bergbauwissenschaften Kasachstans und Mitglied der Section Mining-Metallurgy of the International Academy of Ecology, Man and Nature Protection Science in Russland. 

## Veröffentlichungen (Auswahl)
- Die Diffusion des Kritischen Rationalismus in der Betriebswirtschaftslehre. Stuttgart: Poeschel 1990 (Betriebswirtschaftliche Abhandlungen, N.F., 83).
- Grundzüge der Organisationsentwicklung im Steinkohlenbergbau. Vom Beginn der Industrialisierung bis zum Ende des Zweiten Weltkriegs. 1. Aufl. Aachen 1995 (Aachener Beiträge zur Rohstofftechnik und -wirtschaft, 4).
- Führung von Bergbauunternehmen. 1. Aufl. Aachen: Mainz 2000 (Aachener Beiträge zur Rohstofftechnik und -wirtschaft, 30).
- mit Michael Farrenkopf (Hrsg.): Das Wissensrevier. 150 Jahre Westfälische Berggewerkschaftskasse/DMT-Gesellschaft für Lehre und Bildung. Bochum: Deutsches Bergbaumuseum  2014. (2 Bde.)
- mit Thi Hoai Nga Nguyen: Adaptation Saves Lives! Transferring Excellence In Occupational Safety And Health Management From German To Southeast Asian Mining. 2. Aufl. Hanoi, Vietnam: Hong Duc Publishing House 2014.
- mit Stephan Düppe (Hrsg.): 1816 – 2016. Die Geschichte der Technischen Hochschule Georg Agricola. Bochum: Deutsches Bergbau-Museum 2016 (Veröffentlichungen aus dem Deutschen Bergbau-Museum Bochum, 209).
- mit Christian Melchers (Hrsg.) (2016): Done for Good – Challenges of Post-Mining. Anthology by the Research Institute of Post-Mining. Bochum: Deutsches Bergbau-Museum 2016 (Veröffentlichungen aus dem Deutschen Bergbau-Museum Bochum, 212).